# Heilsbronn
Heilsbronn er en by i Landkreis Ansbach i i Regierungsbezirk Mittelfranken i den tyske delstat Bayern.

## Geografi
Heilsbronn ligger mellem Nürnberg og Ansbach i centrum af Mittelfranken. Heilsbronn ligger i en skovrig dal ved floden Rangau. I den nærliggende skov Ketteldorfer Wald har floden Schwabach sit udspring. Nabokommuner er (med uret, fra nord): Großhabersdorf, Roßtal, Rohr, Windsbach, Neuendettelsau, Petersaurach und Dietenhofen.

## Historie
Byen er vokset op omkring Heilsbronn Kloster, et tidligere cistercienserkloster, som blev grundlagt i 1132 af greven af Abenberg og var gravsted for Hohenzollernslægten fra 1297 til 1625. I krypten er 41 medlemmer af slægten begravet.

### Inddeling
Kommunen Heilsbronn består ud over Heilsbronn af følgende 18 landsbyer:
| - Betzendorf - Betzmannsdorf - Böllingsdorf - Bonnhof - Bürglein - Butzenhof | - Gottmannsdorf - Göddeldorf - Höfstetten - Ketteldorf - Markttriebendorf - Müncherlbach | - Neuhöflein - Seitendorf - Trachenhöfstatt - Triebendorf - Weiterndorf - Weißenbronn |  |

- Dam i byens centrum
- Katolske Kirke " Unsere Liebe Frau"

- Wikimedia Commons har flere filer relateret til Heilsbronn